# Men in War
Men in War is een Amerikaanse oorlogsfilm uit 1957 onder regie van Anthony Mann.

## Verhaal
Tijdens de oorlog in Korea vindt een meningsverschil plaats tussen twee Amerikaanse officieren. Luitenant Benson wil zijn eenheid niet nodeloos blootstellen aan gevaar, terwijl sergeant Montana koste wat het kost een gewonde kolonel wil meenemen om hem te laten verplegen in een veldhospitaal.

## Rolverdeling
| Acteur           | Personage           |
| ---------------- | ------------------- |
| Robert Ryan      | Luitenant Benson    |
| Aldo Ray         | Sergeant Montana    |
| Robert Keith     | Gewonde kolonel     |
| Phillip Pine     | Sergeant Riordan    |
| Nehemiah Persoff | Sergeant Lewis      |
| Vic Morrow       | Korporaal Zwickley  |
| James Edwards    | Sergeant Killian    |
| L.Q. Jones       | Sergeant Davis      |
| Scott Marlowe    | Soldaat Meredith    |
| Adam Kennedy     | Soldaat Maslow      |
| Race Gentry      | Soldaat Haines      |
| Walter Kelley    | Soldaat Ackerman    |
| Anthony Ray      | Soldaat Penelli     |
| Robert Normand   | Soldaat Christensen |
| Michael Miller   | Soldaat Lynch       |